# Косакі
Косакі (пол. Kosaki) — село в Польщі, у гміні Пйонтниця Ломжинського повіту Підляського воєводства.
Населення — 154 особи (2011).

## Демографія
Демографічна структура станом на 31 березня 2011 року:
|          | Загалом | Допрацездатний вік | Працездатний вік | Постпрацездатний вік |
| -------- | ------- | ------------------ | ---------------- | -------------------- |
| Чоловіки | 73      | 14                 | 52               | 7                    |
| Жінки    | 81      | 17                 | 44               | 20                   |
| Разом    | 154     | 31                 | 96               | 27                   |